# Marie-Antoinette Rose

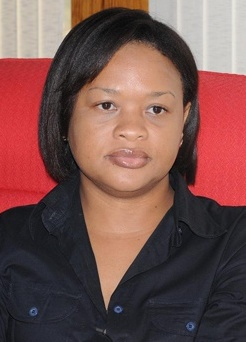
Marie-Antoinette Rose, 2015

Marie-Antoinette Zitane Rose (* 4. Juni 1975) ist eine Politikerin der Volkspartei (Parti Lepep) der Seychellen, die zurzeit Vorsitzende der Fraktion ihrer Partei in der Nationalversammlung ist.

## Leben
Marie-Antoinette Rose absolvierte nach dem Schulbesuch ein Studium der Fächer Kommunikationswissenschaft, Anglistik und Komparatistik, das sie mit einem Bachelor of Arts (B.A.) abschloss. Im Anschluss war sie seit 2002 Herausgeberin der Tageszeitung The People, einer der damaligen Fortschrittsfront des seychellischen Volkes (SPPF) nahestehenden Zeitung.
2006 wurde sie bei einer Nachwahl auf der Parteiliste der SPPF erstmals zum Mitglied der Nationalversammlung gewählt und 2011 für die in Parti Lepep umbenannte SPPF wiedergewählt. Zurzeit ist sie Vorsitzende der Fraktion der Parti Lepep und damit Mehrheitsführerin im Parlament. Daneben ist sie Mitglied der Parlamentarischen Vereinigung des Commonwealth of Nations und Mitglied des Ausschusses für Reformen und Modernisierung.